# Kongozalm
De Kongozalm of Congozalm (Phenacogrammus interruptus) is een straalvinnige vis uit de familie van de Afrikaanse karperzalmen (Alestidae). Het is een tropische vis die ook als aquariumvis gehouden wordt.

## Verspreiding en leefgebied
Kongozalmen komen oorspronkelijk uit Afrika, met name uit het midden van de Kongostroom, waar ze voornamelijk in scholen leven.

## Uiterlijke kenmerken
Kongozalmen hebben net als de meeste andere karperzalmen een vetvin. Groenblauw tot roze iriserende flanken, lopend van voren naar achteren. Beginnend met blauw bovenaan, dan gaat het over in rood in het midden, dan in geelgoud en blauw net boven de buik. De volwassen mannetjes zijn ongeveer 8 cm lang, hun rugvin en het middelste deel van de staartvin is daarbij sterk verlengd. Het vrouwtje is 6 centimeter lang.

## Gedrag en voeding
In het wild (en ook in het aquarium) is het een vreedzame scholenvis; een alleseter met voorkeur voor plantaardig voer. Ze eten ook insecten zoals: muggenlarven, kleine kreeftachtigen als watervlooien, kleine wormen en ook algen.

## Voortplanting en kweek
Per vrouwtje worden ongeveer 300 lichtbruine eieren gelegd; in het wild zou het tegen een veensubstraat gelegd worden. De eieren komen in ongeveer 6 dagen uit.

### Kweek in gevangenschap
Kongozalmen zijn met succes in gevangenschap gekweekt. Hoewel ze gezond kunnen worden gehouden met een iets breder scala aan waterparameters, vereist het fokken vaak waterparameters die meer lijken op hun natuurlijke habitat. Een slechte waterkwaliteit kan ervoor zorgen dat naast het verlies van kleur, de ontwikkeling van de mannelijke vinnen belemmerd wordt. In het aquarium is de soort vrij lastig te kweken, dat komt onder andere omdat de ouders de eieren na het legen kunnen gaan opeten.

## Aquarium

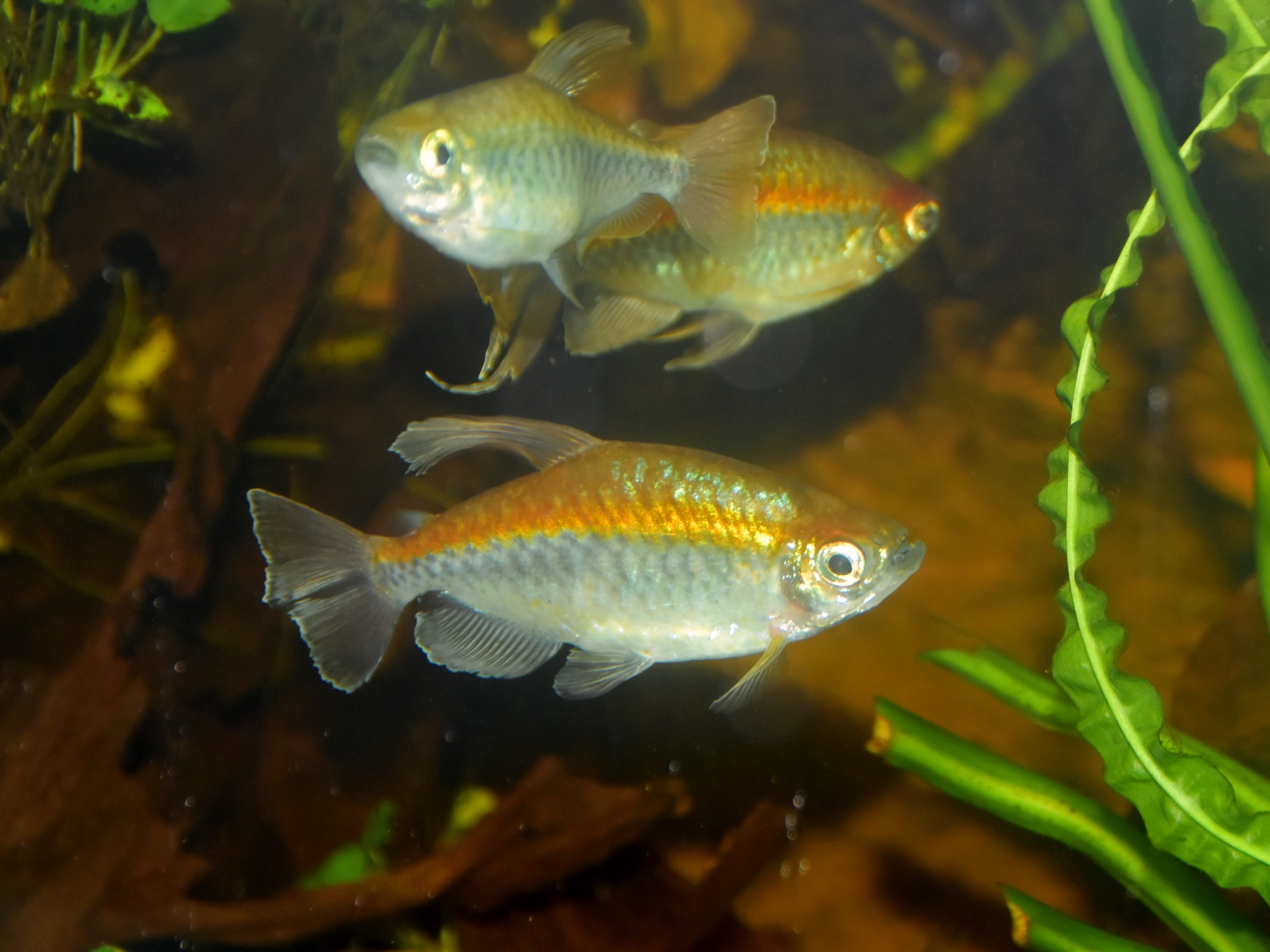
kongozalmen in het aquarium

In het aquarium is de soort makkelijk te houden het stelt daarbij geen bijzondere eisen; behalve dat het in een school gehouden moet worden en de bak niet te klein mag zijn. Het is een ijverige zwemmer die veel zwemruimte nodig heeft: minimum maat is dan ook een ruime rechthoekige bak van 140 cm lang. Kongozalmen zwemmen voornamelijk in de bovenste en middelste waterlagen van de bak. Het aquarium kan het best worden beplant met stevige planten die niet te zacht zijn, omdat plantaardig voedsel ook op het menu staat. Droogvoer wordt goed geaccepteerd, net zoals levend voer en/of diepvriesvoer.